# La Puente
La Puente és una ciutat dels Estats Units a l'estat de Califòrnia. Segons el cens del 2000 tenia 41.526 habitants.

## Demografia
Segons el cens del 2000, La Puente tenia 41.063 habitants, 9.461 habitatges, i 8.183 famílies. La densitat de població era de 4.542,8 habitants/km².
Dels 9.461 habitatges en un 50% hi vivien nens de menys de 18 anys, en un 60,4% hi vivien parelles casades, en un 17,9% dones solteres, i en un 13,5% no eren unitats familiars. En el 10,1% dels habitatges hi vivien persones soles el 4,4% de les quals corresponia a persones de 65 anys o més que vivien soles. El nombre mitjà de persones vivint en cada habitatge era de 4,34 i el nombre mitjà de persones que vivien en cada família era de 4,48.
Per edats la població es repartia de la següent manera: un 33,8% tenia menys de 18 anys, un 11,6% entre 18 i 24, un 31% entre 25 i 44, un 15,9% de 45 a 60 i un 7,7% 65 anys o més.
L'edat mediana era de 28 anys. Per cada 100 dones de 18 o més anys hi havia 98,8 homes.
La renda mediana per habitatge era de 41.222 $ i la renda mediana per família de 41.079 $. Els homes tenien una renda mediana de 26.381 $ mentre que les dones 22.018 $. La renda per capita de la població era d'11.336 $. Entorn del 16,3% de les famílies i el 18,9% de la població estaven per davall del llindar de pobresa.

## Poblacions properes
El següent diagrama mostra les poblacions més properes.